# Prism (álbum de Pink Floyd)
Prism es un álbum doble en vivo, de tipo Bootleg (no oficial), de la banda británica Pink Floyd, lanzado al mercado el 21 de septiembre  de 1987. El disco recoge el concierto de Filadelfia el 19 de septiembre de 1987. En 2011, como parte de la campaña Why Pink Floyd...? (nunca fue lanzado como noticia), fue remasterizado pero significativamente menor y fue lanzado el 8 de noviembre de 2011. Su carátula del álbum remasterizado es la portada de The Dark Side of the Moon remasterizado en 2011. La carátula original del álbum es una prisma con varios colores (del arcoíris), y las letras: PINK FLOYD, PRISM.

## Lista de canciones
Todas las canciones corresponden a la edición limpia, del álbum y una Deluxe que contiene un póster alusivo a la Gira A Momentary Lapse of Reason: unos relojes, los rostros de David Gilmour, Nick Mason y Richard Wright y los instrumentos que tocan, prismas, el hombre que mira una foto como si fuera mapa (usado en la carátula de la edición deluxe), 2 fotos de ese concierto del 19 de septiembre de 1987, una foto de Gilmour, un remolino y fechas del tour en septiembre de 1987, desde el 12 de septiembre hasta el 30 de septiembre.

### Disco 1
1. Echoes / Signs of Life. (Ezrin, Gilmour, Mason, Wright, Waters). De los álbumes: Meddle y A Momentary Lapse of Reason. 1971/1987.
2. Learning to Fly. (Moore, Ezrin, Gilmour, Carin). Del álbum: A Momentary Lapse of Reason. 1987.
3. Yet Another Movie / Round And Around. (Gilmour, Leonard). Del álbum: A Momentary Lapse of Reason. 1987.
4. A New Machine, Pt. 1 / Terminal Frost / A New Machine, Pt. 2. (Gilmour). Del álbum: A Momentary Lapse of Reason. 1987.
5. Sorrow. (Gilmour). Del álbum: A Momentary Lapse of Reason. 1987.
6. The Dogs of War. (Gilmour, Moore). Del álbum: A Momentary Lapse of Reason. 1987.
7. On the Turning Away. (Gilmour, Moore). Del álbum: A Momentary Lapse of Reason. 1987.

### Disco 2
1. One of These Days. (Gilmour, Mason, Wright, Waters). Del álbum: Meddle. 1971.
2. Time. (Gilmour, Mason, Wright, Waters). Del álbum: The Dark Side of the Moon. 1973.
3. On the Run. (Gilmour, Waters). Del álbum: The Dark Side of the Moon. 1973.
4. Wish You Were Here. (Gilmour, Waters). Del álbum Wish You Were Here. 1975.
5. Welcome to the Machine. (Waters). Del álbum: Wish You Were Here. 1975.
6. Us and Them. (Wright, Waters). Del álbum: The Dark Side of the Moon. 1973.
7. Money. (Waters). Del álbum: The Dark Side of the Moon. 1973.
8. Another Brick in the Wall, Pt. 2. (Gilmour, Waters). Del álbum: The Wall. 1979.
9. Comfortably Numb. (Gilmour, Waters). Del álbum: The Wall. 1979.
10. Run Like Hell. (Gilmour, Waters). Del álbum: The Wall. 1979.
11. Shine on You Crazy Diamond (Partes 1-5). (Gilmour, Waters, Wright). Del álbum: Wish You Were Here. 1975.

## Músicos
- David Gilmour - guitarras, voces.
- Nick Mason - batería
- Richard Wright - teclados, voces.
- Jon Carin - teclados adicionales, voces.
- Guy Pratt - bajo, voces.
- Gary Wallis - percusión
- Tim Renwick - guitarras, voces.
- Scott Page - saxofón y guitarra
- Rachel Fury - coros
- Margret Taylor - coros
- Lorelei McBroom - coros
- Durga McBroom - coros

Crédito adicional:
- Roger Waters - compositor de algunas letras de los álbumes Meddle, The Dark Side of the Moon, Wish You Were Here y The Wall, además de haber ideado el concepto del cerdo volador.